# پوغوس گالستیان
پوغوس آرتوشی گالستیان (ارمنی: Պողոս Արտուշի Գալստյան؛ زادهٔ ۱۰ ژانویهٔ ۱۹۶۱ در بارسوم) یک بازیکن فوتبال در پست هافبک اهل ارمنستان است. پسر وی آرتوش گالستیان نیز بازیکن فوتبال می‌باشد.

## باشگاهی
از باشگاه‌هایی که در آن بازی کرده‌است می‌توان به آرارات ایروان، کوتایک، کاراباخ استپاناکرت، آرماویر، هومنتمن بیروت و پیونیکاشاره کرد.

## تیم ملی
وی همچنین در تیم ملی فوتبال ارمنستان بازی کرده است. گالستیان نخستین و تنها بازی ملی خود را که یک بازی دوستانه بود در تاریخ ۱۶ ژوئیه ۱۹۹۴ در در مقابل ایتالیا انجام داده است.